# 무라트 보즈
무라트 보즈(Murat Boz, 1980년 3월 7일 ~ )는 튀르키예의 가수이다.